# 乌拉特后旗
乌拉特后旗是内蒙古自治区巴彦淖尔市下所辖的一个旗。旗人民政府駐巴音寶力格鎮。

## 历史
从战国至明初，旗境先后属匈奴、突厥、蒙古等民族游牧地，明中期后被漠西蒙古瓦剌部、漠南蒙古多伦土默特部所据，林丹汗被后金所灭後，統治该地的歸化城土默特归顺清朝。
清朝顺治五年（1648年），清廷将自呼伦贝尔归顺的乌喇特部分前、中、后三个旗。清朝对三旗扎萨克所封的爵位分别为前旗镇国公、中旗辅国公、后旗镇国公，故也称三公旗。顺治六年（1649年），清廷将乌拉特三公旗从西拉木伦河西迁至穆纳山（乌拉山）一带驻牧，以加强西部边疆戍卫，乌喇特後旗正式建制。因为当时3旗驻牧地也都在“哈达玛尔”（哈德门沟口，今分属包头市区的阿嘎如泰苏木柏树沟嘎查哈德门沟和卜尔汉图镇哈德门村），其中乌拉特後旗衙门在东，所以被俗称“东公旗”。清代时乌拉特三公旗属乌兰察布盟。
中华民国时期先后属绥远特别区、绥远省。乌拉特东公旗治所在乌拉特后旗贝勒府，其区域在今乌拉特中旗境内的东部、乌拉特前旗的东北；今乌拉特后旗的旗境属当时乌拉特中旗的西部地。1952年乌拉特中旗和乌拉特后旗合并，改称乌拉特中后联合旗。1970年以乌拉特中后联合旗的部分地区设立潮格旗。1981年，将乌拉特中后联合旗更名为乌拉特中旗，潮格旗更名为乌拉特后旗。

## 行政区划
乌拉特后旗下辖3个镇、3个苏木：
巴音宝力格镇、呼和温都尔镇、潮格温都尔镇、获各琦苏木、巴音前达门苏木和乌盖苏木。

## 人口
根據第七次人口普查數據，截至2020年11月1日零時，烏拉特后旗常住人口為53946人。
2004年时人口约6万。汉族占多数。
乌拉特后旗境内的汉语方言主要属于晋语大包片。

## 产业
該旗為為農牧混合生產區，其畜牧則以肉羊養殖為主。近年因發現鉛鋅等金屬礦產，將以鍊冶該金屬為將來重點工業。

## 交通
- 242国道、 331国道、 335国道过境。